# Io (film)
Io è un film del 2019 diretto da Jonathan Helpert e interpretato da Margaret Qualley e Anthony Mackie. È un film di fantascienza post apocalittica distribuito sulla piattaforma Netflix il 18 gennaio 2019.

## Trama
Nel giro di pochi anni sulla Terra l'aria è diventata improvvisamente tossica, uccidendo tutti gli animali e rendendo il pianeta inabitabile per l'uomo. L'umanità superstite, grazie al programma Exodus già avviato da tempo, si trasferisce temporaneamente su una gigantesca stazione spaziale costruita in orbita intorno a Io, un satellite di Giove, che fungerà da trampolino di lancio per il viaggio migratorio verso Proxima Centauri b, pianeta extrasolare simile alla Terra, dove poter ricominciare. La giovane Sam Walden è però decisa a restare sulla Terra, nel laboratorio di suo padre, lo scienziato Henry Walden, già profeta inascoltato della catastrofe e convinto sostenitore della futura rinascita dell'ecosistema terrestre. Il complesso, che si trova in cima a una collina su cui insiste ancora una sacca d'aria respirabile, comprende anche una serra dove Sam continua gli esperimenti del padre ormai morto, fiduciosa anche lei che la vita sulla Terra sia ancora possibile, come dimostrato dall'adattamento delle piante.
Un giorno arriva sulla collina con un pallone aerostatico Micah, che vuole incontrare il dottor Walden prima di raggiungere il sito di lancio dell'ultimo shuttle Exodus, in procinto di partire dalla Terra per Io di lì a pochi giorni. Sam mente all'uomo circa il padre, morto l'anno prima, dicendogli che sarebbe tornato l'indomani.
Una volta scoperta la verità e che Sam in realtà vive lì ormai sola da oltre un anno, Micah la convince a partire con lui per Io. I due fanno l'amore e Micah confessa a Sam di odiare suo padre, per colpa del quale molti, invece di partire subito, si sono ostinati a credere alla possibilità di vivere ancora sulla Terra e sono morti di fame e di stenti, come sua moglie. In attesa che il vento cambi direzione per poter partire alla volta della rampa di lancio, Micah riceve però la comunicazione che la partenza avverrà da un sito più lontano, motivo per cui si rende necessario più elio per sostenere più a lungo il pallone. Micah e Sam partono allora per la vicina città, che Sam ha spesso esplorato munita di respiratore alla ricerca di tracce di vita animale nel nuovo habitat, per recuperare altro elio. Mentre Micah rifornisce il pallone, Sam decide di visitare il museo d'arte, come aveva sempre desiderato fare. Qui si sofferma in particolare sul quadro Leda e il cigno di Paul Cézanne. Mentre ammira l'opera, viene raggiunta dall'uomo, che la sprona ad andare, ma Sam chiede a Micah di spiegarle prima il dipinto. Lui le racconta allora il mito di Leda: il cigno è un'incarnazione di Zeus, che seduce Leda, la quale genererà così Elena di Troia, considerata la donna più bella sulla Terra e causa della guerra di Troia. Il dipinto rappresenta l'unione degli dei immortali e dell'uomo mortale per creare qualcosa d'incomparabile bellezza.
Sam gli racconta allora un suo sogno ricorrente, in cui passeggia sulla riva del mare respirando liberamente, senza maschera d'ossigeno. Ispirata dal dipinto di Leda, la ragazza dice quindi a Micah che non partirà con lui e di andare sulla colonia di Exodus per annunciare che la vita sulla Terra è ancora possibile. Compie quindi un atto di fede, togliendosi la maschera e il respiratore, convinta di aver sviluppato un’immunità all'aria tossica. La scena finale mostra Sam in riva al mare, proprio come aveva sempre sognato, raggiunta da un bambino, probabilmente il figlio nato dai due, mentre la sua voce fuori campo racconta a Micah della vita rinnovata che lo attende sulla Terra.

## Produzione
Nel gennaio 2015, è stato riferito che Elle Fanning e Diego Luna avrebbero recitato nel film con Clay Jeter diretto da una sceneggiatura che ha scritto insieme a Will Basanta e Charles Spano.
Tuttavia, nell'ottobre 2016, Margaret Qualley ha sostituito Fanning, mentre Anthony Mackie ha sostituito Luna, con Danny Huston anche nel cast del film.
Anche Jonathan Helpert avrebbe dovuto sostituire Jeter come regista mantenendo la sceneggiatura di Jeter / Basamta / Spano.
La fotografia principale è iniziata nell'ottobre 2016.

## Distribuzione
Il trailer del film è stato pubblicato il 10 gennaio 2019, e la pellicola è stata distribuita sulla piattaforma Netflix il 18 gennaio 2019.